# Kočečum
Il Kočečum (in russo Кочечум?) è un fiume della Russia siberiana centrale (Territorio di Krasnojarsk), affluente di destra della Tunguska Inferiore.
Nasce dal versante sudorientale dell'altopiano Putorana; scorre con direzione piuttosto uniforme verso sud-sudest in una valle piuttosto profonda, drenando la parte centrorientale dell'altopiano Syverma; alcune decine di chilometri prima della foce piega bruscamente verso occidente, quindi riceve dalla destra il Tembenči e compie un'altra svolta importante in direzione sud prima di confluire nella Tunguska Inferiore nei pressi della cittadina di Tura. Oltre al Tembenči, altri affluenti di rilievo sono Ėmbenčimė da destra e Turu da sinistra.
Il clima molto rigido causa lunghi periodi di congelamento delle acque (ottobre-maggio); lungo il suo corso non ci sono centri abitati di qualche rilievo.